# Beckum
Beckum település Németországban, Észak-Rajna-Vesztfália tartományban, Warendorf járásban. Lakosainak száma 37 452 fő (2023. december 31.). Beckum Wadersloh, Oelde, Ennigerloh, Ahlen és Lippetal községekkel határos.